# Совка роскошная
Совка роскошная (лат. Staurophora celsia) — ночная бабочка из семейства совок.

## Описание
Длина переднего крыла 17—21 мм. Размах крыльев 36—46 мм. Основная окраска передних крыльев бабочки изумрудно-зелёная. Имеется маленькая бурая точка в большом зелёном пятне, разорванная по середине и внешнему краю волнистой светло-бурой полосой. Передние крылья зубчатые с серо-коричневыми перевязями через центр крыла, а также у их внешнего края. Задние крылья серо-коричневого или буро-коричневого цвета, со светлым прикорневым полем. Бахромка задних крыльев пёстрая.

## Ареал
На севере доходит до 64° сев. ш. Ареал включает следующие страны — Австрия, Чехия, Дания, Эстония, Финляндия, Германия, Венгрия, Италия, Латвия, Литва, материковая часть Норвегии, Польша, Румыния, Россия (лесная зона европейской части России и Сибирь, Приамурье, Приморье), Словакия, Швеция, Швейцария.
На Украине встречается локально в Полесье, лесостепной и степной зоне (Киевская, Житомирская, Черниговская, Сумская, Черкасская, Луганская, Харьковская области) и в Крыму.
Отсутствует в Северо-Западной Европе и в Англии. Но встречается в Казахстане, республиках Средней Азии, Монголии, Китае, Корее, Японии.

## Биология

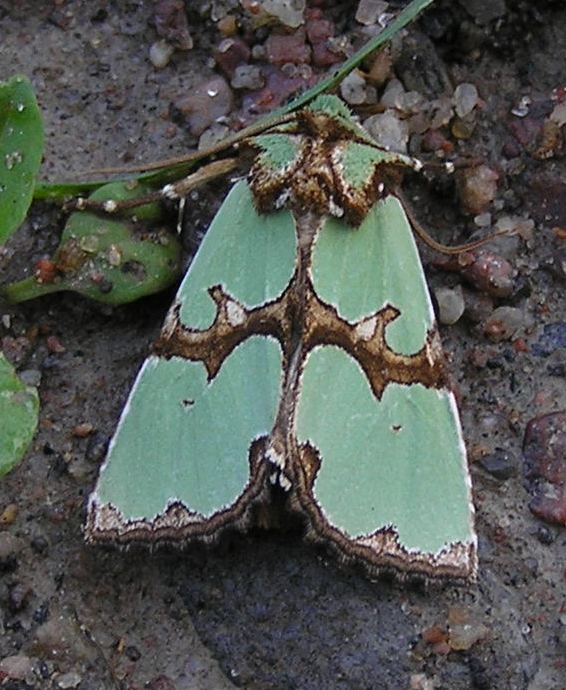
Бабочка со сложенными крыльями

Бабочки встречаются локально, преимущественно в сосновых борах, в хвойных и смешанных лесах. Также обитают по лесным лугам и опушкам, над песчаными и известковыми почвами, по просекам и полянам, на болотах и верещатниках, в садах.
Развивается в одном поколении. Время лёта с середины августа по середину сентября. Лёт может длиться до начала октября. Бабочки активны в вечернее и ночное время. Питаются на цветущих растениях.

## Жизненный цикл
После спаривания самкой яйца откладываются в траву. Яйца круглые, несут продольные рёбра. Их окраска светло-жёлтая. Зимует яйцо. Гусеницы сероватые, серо-белые или желтоватые, с красной головой и грудными ногами. Стадия гусеницы с июня по август. Гусеницы живут скрытно в дерновине и питаются корнями злаков. Кормовые растения гусениц: белоус, душистый колосок обыкновенный, вейник наземный, луговик дернистый и другие злаки.
Окукливание проходит в тонком гнезде в корнях злаков. Куколка красно-бурая, брюшко с 4 рожками.

## Численность и лимитирующие факторы
Локальный вид. Численность роскошной совки находится на постоянном низком уровне. Снижению численности способствует вырубка сосновых боров и зарастание их лиственным подлеском.

## Замечания по охране
Занесена в Красную книгу Украины как редкий вид.
Занесена в Красную книгу Пензенской области.